# В'єрзон (округ)
Округ В'єрзон (фр. Arrondissement de Vierzon) — округ у Франції, в департаменті Шер. 2023 року округ об'єднував 43 муніципалітети, населення становило 68 089 осіб.
Адміністративний центр (супрефектура) — В'єрзон.

## Муніципалітети
Список муніципалітетів округу та їхні коди INSEE:
1. Аллуї (18005)
2. Аржан-сюр-Сольдр (18011)
3. Беррі-Буї (18028)
4. Бланкафор (18030)
5. Брине (18036)
6. Бринон-сюр-Сольдр (18037)
7. В'єрзон (18279)
8. Віню-сюр-Баранжон (18281)
9. Вузрон (18290)
10. Грасе (18103)
11. Дамп'єрр-ан-Грасе (18085)
12. Еннордр (18088)
13. Женуї (18100)
14. Івуа-ле-Пре (18115)
15. Кенсі (18190)
16. Клемон (18067)
17. Ла-Шапель-д'Анжійон (18047)
18. Лазене (18124)
19. Ліме (18128)
20. Люрі-сюр-Арнон (18134)
21. Массе (18140)
22. Меен-сюр-Євр (18141)
23. Менетреоль-сюр-Сольдр (18147)
24. Мері-е-Буа (18149)
25. Мері-сюр-Шер (18150)
26. Меро (18148)
27. Нансе (18159)
28. Неві-сюр-Баранжон (18165)
29. Ноан-ан-Грасе (18167)
30. Обіньї-сюр-Нер (18015)
31. Преї (18186)
32. Прелі (18185)
33. Сен-Жорж-сюр-ла-Пре (18210)
34. Сен-Ілер-де-Кур (18214)
35. Сен-Лоран (18219)
36. Сент-Монтен (18227)
37. Сент-Торетт (18237)
38. Сент-Утрій (18228)
39. Сербуа (18044)
40. Тенью (18263)
41. Уазон (18170)
42. Фоесі (18096)
43. Шері (18064)